# Matala Aittalompolo
Matala Aittalompolo och Syvä Aittalompolo , eller Aittalompolot är sjöar i Finland. De ligger i kommunen Kittilä i landskapet Lappland, i den norra delen av landet, 900 km norr om huvudstaden Helsingfors. Aittalompolot ligger 299,1 meter över havet. Arean är 11,9 hektar och strandlinjen är 4,82 kilometer lång. Sjön  ingår i Kemi älvs huvudavrinningsområde. 